# Conus mascarenensis
Espèce
Conus mascarenensis est une espèce de mollusques gastéropodes marins de la famille des Conidae.
Comme toutes les espèces du genre Conus, ces escargots sont prédateurs et venimeux. Ils sont capables de « piquer » les humains et doivent donc être manipulés avec précaution, voire pas du tout.

## Description
La taille de la coquille atteint 110.6 mm.

## Distribution
Cette espèce est présente dans l'océan Indien au large de la Réunion.

## Taxonomie

### Publication originale
L'espèce Conus mascarenensis a été décrite pour la première fois en 2019 par les malacologistes Éric Monnier (d) et Loíc Limpalaër dans « Xenophora Taxonomy »,.

### Synonymes
- Conus (Pionoconus) mascarenensis (Monnier & Limpalaër, 2019) · appellation alternative
- Pionoconus mascarenensis Monnier & Limpalaër, 2019 · non accepté